# Maria Farantouri
Maria Farantouri, född 28 november 1947 i Aten, är en grekisk sångerska.
Farantouri är av många ansedd som en av de största grekiska sångerskorna vid sidan av Melina Mercouri och Nana Mouskouri. Liksom dessa har hon ofta tolkat Mikis Theodorakis.